# Spilogona aucklandica
Spilogona aucklandica är en tvåvingeart som först beskrevs av Frederick Wollaston Hutton 1902.  Spilogona aucklandica ingår i släktet Spilogona och familjen husflugor. Inga underarter finns listade i Catalogue of Life.